# Pseudohalonectria adversaria
Pseudohalonectria adversaria är en svampart som beskrevs av Shearer 1989. Pseudohalonectria adversaria ingår i släktet Pseudohalonectria och familjen Magnaporthaceae.  Arten är reproducerande i Sverige. Inga underarter finns listade i Catalogue of Life.